# Protonemura brevistyla
Protonemura brevistyla är en bäcksländeart som först beskrevs av Friedrich Ris 1902.  Protonemura brevistyla ingår i släktet Protonemura och familjen kryssbäcksländor. Inga underarter finns listade i Catalogue of Life.